# Jan van de Mortel (1902-1990)

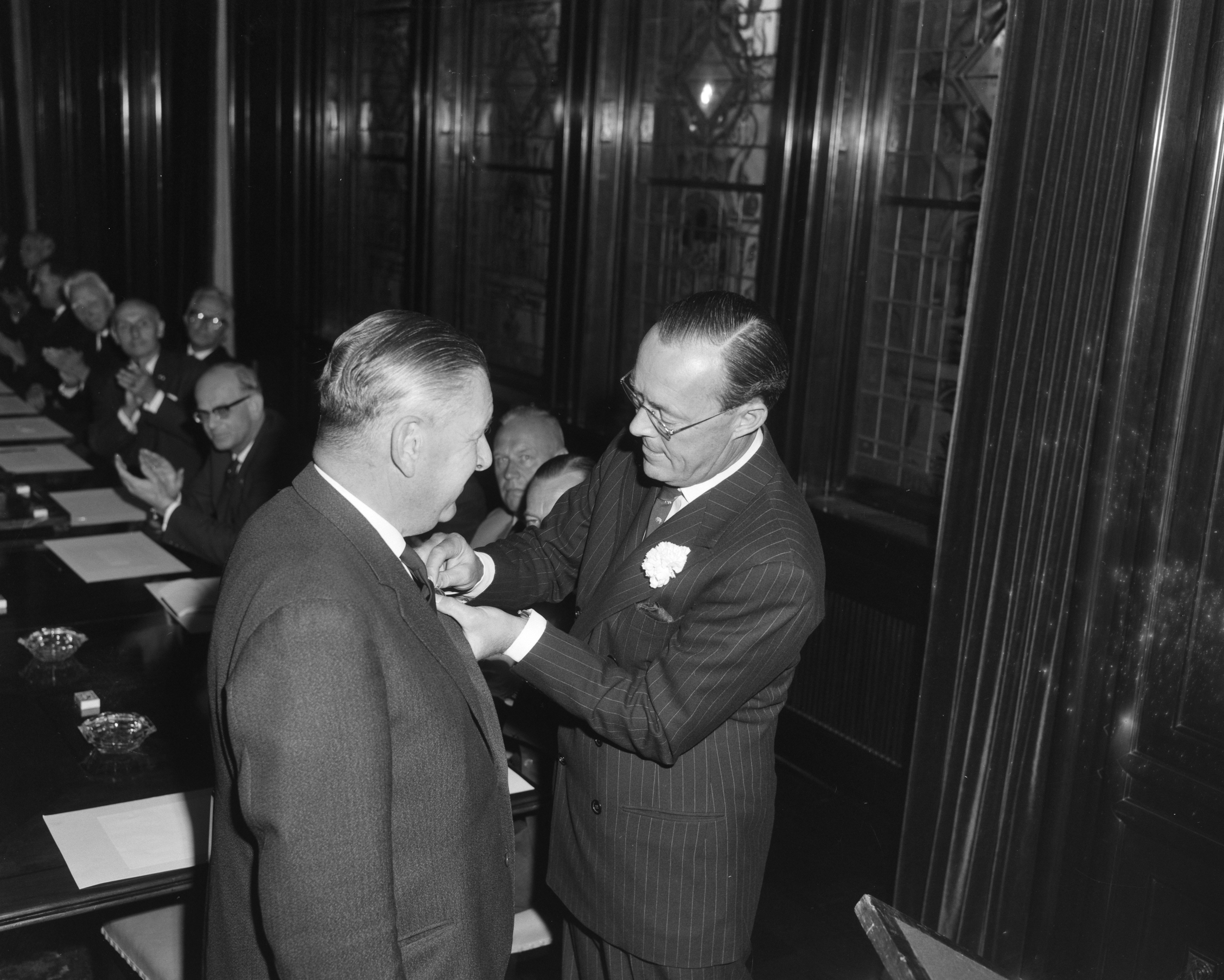
Van de Mortel ontvangt Zilveren Anjer (1963)

Joannes Benedictus Cornelius Maria (Jan) van de Mortel ('s-Hertogenbosch, 19 december 1902 – Vught, 23 februari 1990) was een Nederlands directeur van een verzekeringsmaatschappij.
Hij was zoon van jonkvrouw Cornelia Maria Elisabeth van Rijckevorsel en Eduard Antonius van de Mortel, wonende aan de Hinthamerstraat.  Vader was circa veertig jaar directeur van de verzekeringsmaatschappij "N.V. 's-Hertogenbossche Brandwaarborg Maatschappij". Hij was ook enige tijd gemeenteraadslid in Den Bosch en spande zich in voor de Nederlandse Padvinders Vereniging (NPV). Jan van der Mortel trouwde in 1936 met verpleegster Hermine Victoire Marie Wyers (1910-1995).
Zoon kwam bij zijn vader in 1923 in dienst en promoveerde verder totdat hij al op jonge leeftijd in 1930 adjunct-directeur werd en op 4 maart 1941 “jongste” directeur. Hij was daarvoor enige tijd werkzaam bij de verzekeringsmaatschappij Holland van 1859, In 1948 werd zijn zilveren jubileum (25 jaar werk) gevierd.
Een groot deel van zijn leven wijdde hij aan het gildewezen. In 1936 was zijn belangstelling voor het gildewezen zo groot dat hij zich aansloot bij het "Gilde van Sint-Catharina" in Vught. Vanuit dat gilde blies hij het gehele gildewezen van Noord-Brabant nieuw leven in, door veel gildebijeenkomsten te organiseren en leiden. Bij dat gilde werd hij ook drie keer schutterskoning; de benoeming daarvan gebeurde eens in de vier jaar. Hij was “koning” van 1936 (vanwege de Tweede Wereldoorlog) tot 1946 (hij werd onttroond door zijn moeder), 1960 tot 1964 en 1972 tot 1972. 

## Eerbetonen
Van de Mortel ontving gedurende zijn leven een aantal benoemingen:
- Honorair proost van de Illustre Lieve Vrouwe Broederschap van 1813 te ’s-Hertogenbosch (lid sinds 1924)
- Ridder in de Orde van Oranje-Nassau (1975)
- het opspelden van de Zilveren Anjer
- Drager van het Kruis van Verdienste van het Nederlandse Rode Kruis, vanwege zijn werk tijdens en direct na de Tweede Wereldoorlog
- Ere staande deken van het Gilde Sint Catharina te Vught.

Bovendien kreeg hij de zilveren penning van Vught.
Hij werd begraven op het parochiekerkhof van de Sint-Petruskerk aan de Sint-Elisabethstraat.